# Magurka (Beskid Morawsko-Śląski)
Magurka (1067 m n.p.m.) – szczyt w Beskidzie Morawsko-Śląskim na Morawach, w Czechach, ok. 4 km na południowy wschód od przełęczy Pustevny. Szczyt zarośnięty jest świerkowo-bukowym lasem zasłaniąjącym widok.